# Winterreise (2006)
Winterreise ist ein deutsches Filmdrama aus dem Jahr 2006. Es geht um einen Unternehmer, der kurz vor der Pleite steht, sich mit fast jedem überwirft und in seiner Verzweiflung auch noch kenianischen Betrügern auf den Leim geht. Der Eröffnungsfilm des Filmfestes München im Jahr 2006 – es war gleichzeitig die Deutschlandpremiere – hatte am 5. Juli 2006 beim Internationalen Filmfestival in Karlsbad Weltpremiere.

## Handlung
Franz Brenninger, der es als bayerischer Eisenwarenhändler zu Ansehen und Vermögen gebracht hatte, steht mit seinem Geschäft vor der Pleite. Wegen seiner Launenhaftigkeit ist er für seine Mitmenschen unausstehlich und streitet sich bei jeder sich bietenden Gelegenheit. Einzig seine Frau Martha hält noch zu ihm. Durch einen Brief kenianischer Geschäftsleute kommt er mit der Abiturientin und zukünftigen Ethnologin Leyla in Kontakt, die den Brief für ihn aus dem Englischen übersetzt. Absender ist ein Kenianer namens Tom Kanabe. Dessen Onkel stehen angeblich 15 Millionen Dollar aus einem Geschäftsabschluss zu. Weil er in Kenia jedoch 60 Prozent Steuern auf die Einnahmen zu zahlen hätte, soll Brenninger als Strohmann eine stattliche Provision von 750.000 Dollar erhalten; er muss jedoch vorab 50.000 Euro als „Sicherheit“ vorstrecken. Gerade jetzt wird Brenninger auch noch von einem Augenarzt dazu gedrängt, er müsse seine Frau innerhalb von vier Wochen operieren lassen, da sie sonst völlig erblinden könnte. Der 30.000 Euro teure Eingriff wird nicht von der Krankenkasse bezahlt. Brenningers Sohn Xaver, der Filialleiter in einem Baumarkt ist, löst einen Bausparvertrag auf, um das Geld für die Operation auf das Konto seines Vaters zu überweisen. Doch Brenninger geht mit diesem Geld auf das zweifelhafte Geschäft mit den Kenianern ein.
Als ihm klar wird, dass es sich wohl um Vorschussbetrug handelt, macht er sich zusammen mit Leyla als Dolmetscherin auf die Reise nach Kenia, um die Betrüger aufzuspüren und sein Geld zurückzuholen. Dort raten ihm der deutsche Botschafter und dessen Assistent dazu, die Finger von der Sache zu lassen und die Suche aufzugeben. Doch obwohl es zunächst tatsächlich völlig hoffnungslos aussieht, nimmt die Sache eine positive Wendung. Brenninger kommt mit einem anderen Hotelgast in Kontakt, einem Deutschen, der bereits seit vielen Jahren in Kenia lebt. Dieser teilt seine Begeisterung für Franz Schuberts Winterreise, wie sich herausstellt, als Brenninger im Hotel am Klavier ein Stück aus diesem Liederzyklus darbietet. Der Mann erklärt Leyla die Bedeutung des Stücks als Beschreibung einer Depression und zitiert aus dem Lied „Die Nebensonnen“, in dem die Erzählerfigur den Verstand verliert und drei Sonnen am Himmel stehen sieht.
Über den Kontakt mit diesem Mann kommt Brenninger schließlich an die entscheidende Information, um die Gangster aufzuspüren. Nach einer längeren Fahrt durch die kenianische Wüste findet er einen der Betrüger, überwältigt ihn und nimmt ihm 200.000 Dollar ab. Auf der Rückfahrt durch die Wüste lässt er Leyla alleine weiterfahren und das Geld nach Hause bringen. Er selbst erschießt sich. Unmittelbar davor waren am Himmel noch drei Sonnen zu sehen. Nach den zwei Schüssen sind auch die beiden Nebensonnen erloschen.

## Rezeption
Rainer Gansera in der Süddeutschen Zeitung:

„Seit Horst Schimanski fluchte niemand so schön auf der Leinwand: Der große Schauspieler Sepp Bierbichler wütet durch Hans Steinbichlers Film 'Winterreise‘.“

Andreas Kilb in der FAZ:

„Das Leben ist eine bayerische Höllenfahrt: Josef Bierbichler brilliert. Man muss weit zurückgehen im deutschen Film, um eine vergleichbare Symbiose zwischen Regisseur und Hauptdarsteller zu finden.“

Dietrich Kuhlbrodt in der taz:

„Eine Bierbichler-Implosion. Er sprengt alle Fesseln, auch den ideologischen Untergrund, und füllt den Film aus. Mehr Bierbichler geht nicht.“

Hans-Ulrich Pönack auf Deutschlandfunk Kultur:

„‘Winterreise‘ bietet dem bayerischen Schauspieler-Urgestein Josef Bierbichler eine Bühne, aber eine wenig überzeugende Geschichte. Der Film bleibt in seiner Sprache und den Zusammenhängen nur bedingt nahegehend/atmosphärisch. Er bietet viel Theorie-Dramaturgie, trockenes Psycho-Theater, Langeweile in Gedanken und Bewegungen.“

Reinhard Wengierek in der Welt:

„Eine Tour de Force zwischen der Ersten und der Dritten Welt. Hans Steinbichlers Film ist leider nicht so gelungen wie sein Debüt.“

Lexikon des internationalen Films:

„Der von Franz Schuberts gleichnamigem düster-melancholischen Liederzyklus strukturierte Film lebt in erster Linie von der brachialen Präsenz seines Hauptdarstellers, während sich die im einzelnen durchaus überzeugenden Elemente der Geschichte sowie die unterschiedlichen Erzählstile zu keiner Einheit verbinden.“

## Auszeichnungen
Für seine Rolle als Franz Brenninger wurde Josef Bierbichler 2007 als bester Hauptdarsteller mit dem Deutschen Filmpreis ausgezeichnet. Der Film selbst war in der Kategorie „Bester Spielfilm“ nominiert. Für die Oscarverleihung 2008 wurde der Film in der deutschen Vorauswahl in der Kategorie „Bester fremdsprachiger Film“ nominiert.